# クローバーの集い
クローバーの集い（クローバーのつどい）とは、「東京四大学」（学習院大学、成蹊大学、成城大学、武蔵大学）の四大學應援團の主催によって行われるイベントである。

## 概要
このイベントは、「チャリティー精神の実現」を目的に1965年に開始した。その活動の心髄である奉仕の精神を広く社会において実現することを目標とし、その想いを幸運の象徴である四葉のクローバーに込めて企画されたものである。入場にかかるチケット代は、日本ユニセフ協会に全額寄付される。なお、入場は高校生以下は無料となっている。